# ميرزا جمال جافانشير
ميرزا جمال جافانشير - المؤرخ الأذربيجاني، وزير في خانية قاراباغ. 

## سيرته ذاتية
ميرزا جمال جافانشير شغل في منصب وزير تحت قيادة خان قاراباغ إبراهيم خليل ومهتيقولو من 1797 إلى 1822.
خدم ميرزا جمال جافانشير في محكمة مقاطعة قاراباغ بعد عام 1822. هو مؤلف كتاب «تاريخ قاراباغ» بالفارسية. 

## وصلات خارجية
- شوشا